# تریسی بینگم
تریسی بینگم (انگلیسی: Traci Bingham؛ زادهٔ ۱۳ ژانویهٔ ۱۹۶۸) یک هنرپیشه، و مانکن (فرد) اهل ایالات متحده آمریکا است. وی از سال ۱۹۹۴ میلادی تاکنون مشغول فعالیت بوده‌است.
او در فیلم شوالیه شیطان بازی کرده‌است.